# Over Stowey
Over Stowey is een civil parish in het bestuurlijke gebied Sedgemoor, in het Engelse graafschap Somerset met 352 inwoners.